# Sonderverwaltungszone
Die Sonderverwaltungszone (chinesisch 特別行政區 / 特别行政区, Pinyin Tèbié Xíngzhèngqūⓘ, Jyutping Dak6bit6 Hang4zing3keoi1, Yale Dak6bit6 Hang4jing3keui1anhören (kantonesisch)ⓘ, IPA (kantonesisch) [tɐk6piːt6 hɐŋ4tsɪŋ3kʰɵy1], englisch Special Administrative Region, kurz: SAR; portugiesisch Região administrativa especial, kurz: RAEⓘ) ist eine Verwaltungseinheit in der Volksrepublik China. Momentan gibt es zwei Sonderverwaltungszonen auf nationaler Ebene, Hongkong und Macau, mit jeweils einem obersten Regierungsbeamten der Sonderverwaltungszone, dem Chief Executive, also „Chefadministrator“, als Regierungschef. Daneben gibt es in der Provinz Sichuan die Sonderverwaltungszone Wolong, die einen anderen rechtlichen Status innehat.
Sonderverwaltungszonen wurden auf Basis des Artikels 31 der Verfassung der Volksrepublik China eingerichtet. Dieser Artikel erlaubt es dem Nationalen Volkskongress, Sonderverwaltungszonen zu gründen und diese mit einem Grundgesetz, einem hohen Maß von innerer Autonomie, einem eigenen politischen und wirtschaftlichen System auszustatten.

Die Sonderverwaltungs- und Sonderwirtschaftszonen der Volksrepublik China

Das Prinzip Ein Land, zwei Systeme, auf welchem die Sonderverwaltungszonen beruhen, wurde von Deng Xiaoping entwickelt. 1984 erläuterte er es in einer Rede vor Hongkonger Persönlichkeiten. Ein Land bedeute die Volksrepublik China, und die Sonderverwaltungszone gelte als eine lokale Regierung im Rahmen der Volksrepublik China. In der gleichen Rede erläuterte Deng auch das Prinzip der Verwaltung Hongkongs durch Hongkonger. Demnach wolle Peking keine Funktionäre in die Regierung der Sonderverwaltungszone entsenden, sondern nur Truppen als Symbol der staatlichen Souveränität in der damaligen Kronkolonie stationieren.
Die Volksrepublik China hat Taiwan den Status einer Sonderverwaltungszone bei einer eventuellen Wiedervereinigung angeboten. Dieses akzeptiert das allerdings nicht und Umfragen deuten an, dass dieses Prinzip auch vom Großteil der taiwanischen Wähler abgelehnt wird.
Die Sonderverwaltungszonen haben, obwohl sie keine souveränen Staaten sind, eigene Zollverwaltungen und eine eigene Handelspolitik. Sie sind auch für sich selbst Mitglieder der WTO.
Außerdem herrscht in den Sonderverwaltungszonen von Hongkong und Macau aufgrund historischer Erbe als ehemalige Kolonie Großbritanniens und Portugals Linksverkehr statt Rechtsverkehr wie im Rest der Volksrepublik China.